# Milutin Knežević
Milutin Knežević (în sârbă Милутин Кнежевић; n. 10 ianuarie 1949, Mijači⁠(d), RP Serbia – d. 30 martie 2020, Belgrad, Serbia) a fost prelat ortodox sârb, care a îndeplinit funcțiile de episcop al Eparhiei Ortodoxe Sârbe a Australiei și Noii Zeelande (2003-2006) și apoi al Eparhiei de Valjevo (2006-2020). A murit la 30 martie 2020, din cauza complicațiilor cauzate de COVID-19.

## Biografie

### Formarea monahală
S-a născut ca Mihailo Knežević la 10 ianuarie 1949 în localitatea Mijači din apropiere de Valjevo, într-o familie ortodoxă sârbă. Părinții să erau Milorad și Cveta (n. Petrović). A fost botezat în biserica Mănăstirii Pustinja.
În 1963, la vârsta de 14 ani, după ce a absolvit școala elementară, a mers la Mănăstirea Kaona ca să devină monah. La 26 octombrie 1963, la Mănăstirea Petkovica, episcopul Jovan Velimirović de Šabac și Valjevo l-a tuns în monahism sub numele Milutin în cinstea regelui medieval Stefan Uroš al II-lea Milutin al Serbiei. A doua zi a fost hirotonit ierodiacon și la 8 noiembrie 1963 a fost hirotonit ieromonah în orașul Osečina din apropiere de Valjevo. A urmat studii la Seminarul Monahal de la Mănăstirea Ostrog în perioada 1967-1969, iar apoi a revenit la Mănăstirea Kaona și și-a finalizat studiile la Seminarul Teologic „Sf. Sava” din Belgrad.
După ce a urmat un an de studii la Facultatea de Teologie din Belgrad, și-a continuat studiile în Statele Unite ale Americii la Facultatea de Teologie „Sf. Sava” din Libertyville-Illinois, pe care le-a absolvit cu note mari. A îndeplinit timp de șase luni funcția de secretar al Eparhiei Ortodoxe Sârbe a Canadei și timp de încă șase luni a fost preot paroh în orașul Niagara Falls din Ontario.
După aceea s-a întors în Serbia și a fost numit în funcția de stareț al Mănăstirii Kaona, contribuind într-o mare măsură la transformarea acesteia într-un centru spiritual. În anul 1979 a călătorit la Ierusalim într-un pelerinaj la locurile sfinte. În 1981 episcopul Jovan Velimirović i-a acordat rangul de singhel și apoi, în 1987, pe cel de protosinghel. Succesorul acestuia, episcopul Lavrentije Trifunović, l-a numit în 1994 în funcția de egumen al Mănăstirii Kaona și l-a avansat la rangul de arhimandrit la 17 octombrie 1998. Episcopul i-a încredințat la 7 februarie 1996 conducerea mănăstirilor Kaona și Lelić.

### Episcop
În mai 2003 Sfântul Sinod al Bisericii Ortodoxe Sârbe l-a ales episcop al Eparhiei Ortodoxe Sârbe a Australiei și Noii Zeelande. A fost hirotonit episcop la 20 iulie 2003 în Catedrala „Sf. Mihail” din Belgrad de către patriarhul Pavle al Serbiei, mitropolitul Nikolaj Mrđa de Dabro și Bosnia, mitropolitul Amfilohije Radović al Muntenegrului și Litoralului, mitropolitul Longin Krčo de Noua Gračanica, episcopul Lavrentije Trifunović de Šabac și Valjevo, episcopul Irinej Gavrilović de Niš, episcopul Irinej Bulović de Bačka, episcopul Georgije Đokić al Eparhiei Ortodoxe Sârbe a Canadei și episcopul Dositej Motika al Eparhiei Ortodoxe Sârbe a Scandinaviei și Marii Britanii. El a fost întronizat pe 30 decembrie 2003 la Mănăstirea „Sf. Sava” din Canberra de predecesorul său, Nikanor Bogunović, care fusese ales la 19 mai 2003 în funcția de episcop al Banatului.
În ședința sa din 27 mai 2006 Sfântul Sinod al Bisericii Ortodoxe Sârbe a hotărât, la propunerea episcopului Lavrentije, divizarea Eparhiei de Šabac și Valjevo în două eparhii: episcopul Lavrentije a rămas conducător al Eparhiei de Šabac, iar Milutin Knežević a fost ales episcop al reînființatei eparhii de Valjevo. Întronizarea sa a avut loc pe 11/24 septembrie 2006 în Catedrala „Învierea Domnului” din Valjevo în prezența a numeroși ierarhi ai Bisericii Ortodoxe Sârbe și a ministrului cultelor, Milan Radulović. A fost rănit la 3 iunie 2013 într-un accident de mașină pe autostrada Belgrad-Niš, în timp ce se întorcea de la Niš, unde fusese organizată o sărbătoare cu ocazia aniversării a 1.700 de ani de la adoptarea Edictului de la Milano.

### Moartea
Milutin Knežević a fost infectat cu COVID-19 în timp ce oficia slujbe în Eparhia de Valjevo. După o perioadă de spitalizare de câteva zile, el a murit la 30 martie 2020, la Spitalul Universitar „Dr. Dragiša Mišović” din Belgrad, din cauza complicațiilor cauzate de infecție. A devenit primul episcop ortodox care a murit de COVID-19. Episcopul Milutin a fost înmormântat în interiorul Catedralei „Învierea Domnului” din Valkevo la 1 aprilie 2020, cu respectarea reglementărilor care se aplică stării de urgență, în prezența unui număr mic de clerici și fără participarea credincioșilor. Liturghia funerară a fost oficiată de episcopul vicar patriarhal Stefan, asistat de doi preoți, doi diaconi și un cântăreț.